# メイプルストーリー
メイプルストーリー（MapleStory、메이플스토리）は、ネクソンが運営するMMORPG。主に「メイプル」、「メイポ」、「めいぽ」などと呼ばれることが多い。
韓国のオンラインゲームで、日本では クローズドβ、オープンβテスト期間を経て、2003年12月3日に正式運営が開始された。

## ゲームシステム

### 操作
画面内での操作は、上下方向にも移動可能な横スクロール型アクションゲームのシステムを採用している。プレイヤーは奥行きの無い2次元の画面内でプレイヤーキャラクター (PC) を操作する。PCは画面の下方向に向かって落ちるようになっており、落下距離によってはダメージを受けることもある。
その性質上、操作はキーボードとマウスで行うことができるが、実際にはキーボードの半分以上のキーに何らかの操作が割り振られており、また設定を変えることも可能。ジョイパッドにも対応しており、戦闘や移動だけなら充分こなせる仕様になっている。また、キーボード上段のファンクションキー（初期設定）を使って、キャラクターの表情を変えることができる。

### mob
敵キャラクター (mob) は、マップ内に姿を見ることができる状態で存在している。PCはmobと戦って倒すことにより、経験値や資金（メイプルストーリー内での通貨単位は「メル」）、そのmob特有の収集品（アイテムの1種）を得ることができる。ランダムであるが、これらより価値の高い、装備などのアイテムが得られることもある。ゲーム内では一般的にmobを倒すことを「狩り」と呼び、特定のmobを集中して狩ることを、そのmobの名前を用いて「○○狩り」と呼ぶ。またこれらのモンスター名は省略される場合が多い（例：イエティとペペ→イエペペ / ファイアブル→火ブル / アイアンピグ→鉄豚など）。
mobと戦う際は、主に接近し近接武器で攻撃するが、職業によっては、遠方から飛び道具や魔法を使って攻撃することもできる。mobは基本的にパッシブであり、1度攻撃されたmobは、攻撃したPCを一定時間、またはその場所から離れるまで追いかける。パッシブとは、攻撃されるまで一定パターン、またはランダムで移動しつづけ、PCが接近しても攻撃してこない属性である。一部には攻撃される前から画面内のPCに向かって移動するmobもいる。
前述の通り、ほとんどのmobの攻撃方法はPCと接触することであるが、高レベルのmobや一部のマップの奥に潜む大型mob（主にボスといわれている）には、パッシブ状態が解除された時に特別な行動（魔法・飛び道具・近接武器攻撃）で反撃をするタイプも存在する。また、mobに近づくことで、特別な行動をするタイプもある。
属性攻撃
mobには特定の属性（後述）を弱点としていたり、耐性を持っているものがある。属性は後述の職業に就いたPCが使用する攻撃スキルやmobの反撃魔法に付与されていることがあり、mobの弱点とされる属性で攻撃をすればダメージが通常より増加し、逆に耐性とされる属性で攻撃をすればダメージが通常より半減されるか無効になる。また、前述のボスの全てが全属性に対して耐性を持っているわけではない。
状態異常攻撃
mobの中には後述の「状態異常」をPCに使用してくることがあり、また後述の職業に就いたPCが使用する攻撃・補助スキルにmobに対しての状態異常効果が付与されているものもある。しかし、前述のボスの場合、mobが使用することはあってもPCが使用した状態異常攻撃は無効化される。
その他
mobの中にはmob自身や周りのmobの物理攻撃力・魔法攻撃力・物理防御力・魔法防御力を上げるあるいはHP・MPを回復したり、PCの速度を落とすあるいは強制的にマップ移動させるものもいる。

### 目的
プレイヤーの目的の1つは、狩りを行ったりクエストをクリアしたりしていくことで経験を積み、自分の操作するキャラクターのレベルを上げていくことである。
現在、最終的な目的となるクエストやクエストをクリアしたことによるエンディングは用意されていないが、最大のmob「ジャクム」にかかわる大型クエストが用意されている。
2006年11月には、「ジャクム」を上回るmob、「ホーンテイル」が登場。各部位のHPの合計は30億を超える。戦闘時間が12時間用意されていることから、「ジャクム」を上回る真のmobであるといえる。
さらに、2009年3月にこれらをも上回る現在最強のmob「ピンクビーン」が登場。戦いは数段階あり、最初はピンクビーンが召喚したmobを順々に倒さなければならず（倒したmobは段階ごとに復活する）、それまでピンクビーン本体は倒せない（その間ピンクビーンは他のmobを支援したり雑魚mobを召喚したりするが、ピンクビーン自身は攻撃してこない）。全てのmob（雑魚mob除く）を倒すとようやくピンクビーン本体に攻撃できるようになる。雑魚mobを除いたHPの合計は70億を越え、ピンクビーン本体だけでも20億はある。また約半年前に実装された韓国では、日本での実装時点では討伐者がいなかった。そして、2011年7月にピンクビーンをも上回る敵「シグナス」が登場。
また、2008年3月のアップデートでmobが落とす [（mobの名前）カード] を集めて作る「モンスターブック」が追加された。同じmobのカード1枚を拾うごとに、「mobの外見」、「mobのHPとMP」、「mobのエピソード」、「mobが落とすアイテム（[（mobの名前）カード] を除く）」、「mobの生息地」が分かるようになる（なお、[（mobの名前）カード]を取るごとにそのmobの動作が追加される）。また、カードを拾うごとに効果が現れる場合があり、5枚集めるとそのmobの経験値が一定時間上がる。カードは8色（mobのレベルごと）+1色（レアカード〈ボスなどが落とす〉）ある。

### マップ
ゲーム画面は大小数百にも及ぶマップに分かれている。マップ内には高低差のある（場合によっては浮いている）足場、それらをつなぐロープやはしご、ダメージを受けるトラップなどが配置されている。ジャンプで上や横に飛び移ったり、ロープやはしご、マップによってはワープポイントによってマップ内を移動する。
街タイプのマップには、基本的にmobは発生せず、多数のノンプレイヤーキャラクター (NPC) が存在する。マップ内のほとんどのNPCは何らかのクエストと関連しているか、アイテムを販売したり髪型などを変えたり（アバター）といった機能を提供している。街は1個から4個程度のマップといくつかの家で構成され、その周囲に数個から数十個程度の戦闘・移動用マップが存在する。基本的にマップの風景やmobの種類は、そのマップが属する街ごとに特色が付けられている（街から遠く離れた場所では街の周囲とは異なる背景やmobが設定されていることもある）。また、街の周囲のマップで幽霊になった場合は、そのマップが属する街へと強制送還される。しかし、ネットカフェでプレイしている場合はこの類に入らず、同じマップでの復活が可能となる。
マップ内には通常、いくつかの出入口（ポータル）がある。PCは、このポータルを通って次々とマップを移動し目的地へと向かう。画面の方向には、対応する方角が設定されており、地図と同様に上下が北南方向、左右が西東方向に対応している。たとえば、同じマップの左側に上下2つのポータルがある場合、上は北西方向、下は南西方面へ向かう（単純に高さを示している場合もある）。また、ポータルの中には、見えないポータル（隠しポータル）があり、近づくと見えるものもある。
NPCのなかには、帰還の書を販売しているものもあり、使用するとそのNPCが属する町に瞬間移動することができる。だが、大陸から別の大陸に移動する際、PCは船を使っての移動が主になる。なぜなら、帰還の書は大陸を越えての移動は不可能である仕様であるためだ（ただし、ジパングへ移動するための牛乳系はこの限りではない。空路の詳細については後述）。

### ワールド・チャンネル
2016年4月20日時点において、3つのワールド(PCデータを共有するサーバ群)が存在している。
ワールドは、いくつかのチャンネル（個々のサーバ）で構成されている。ワールド・チャンネルはそれぞれ同じ構成の別の空間になっている。
2013年05月27日公式サイト上で、ワールド統合が発表された。予定通り、2013年7月3日15のワールドの内けやき、ぷらむ、くぬぎ、つばきの4ワールドをあずさワールドに統合した。この時点でワールド統合は、日本のメイプルストーリーでは初めての試みである。
2014年9月10日公式サイト上で、二回目となるワールド統合が発表された。予定通り、2014年10月22日12のワールドの内もみじ、かりん、すもも、ぽぷらの4ワールドをくるみワールドに。あんず、なつめ、みずき、つつじ、いばらの5ワールドをゆかりに統合した。
2016年2月29日公式サイト上で、三回目となるワールド統合が発表された。予定通り、2016年4月20日に5つのワールドの内かえで、さくらの2ワールドをかえでワールドに。あずさ、ゆかりの2ワールドをゆかりに統合した。
PCはワールドごとに作られ、ワールドを越える移動はできないが、ワールド内であればどのチャンネルでもプレイできる。ポイントアイテムで、PCを違うワールドに移すことができる。別のチャンネルに接続しているPC同士は同じマップでも会うことがないが、友達リストやギルドに登録している相手の場合、ゲームに接続するとメッセージが表示される機能がある。また、チャットにコマンドを入力することで任意のPCの場所、チャンネルを探す機能がある（だが、友達リスト、ギルドの相手の場所をボタン1つで表示する機能が追加されている）。通常チャット以外のチャットを使えばチャンネルを越えた会話もできる（いずれの場合もワールドを越えた機能はない）。ポイントアイテムによってマップを超えた会話やチャンネルを超えた会話、ワールドを超えた会話もできる。
2Dアクションゲームの性質上、同じマップで狩りを行うと他PCと対象mobが重複しやすく、また画面内の他PCとのトラブルを回避する手段が少ないため、使用したいマップに他PCが居る場合チャンネルを変えて対応することが多い。
| ワールド名 | チャンネル数 新(旧) | 開設時期                                       | 統合先                                         |
| ---------- | ------------------- | ---------------------------------------------- | ---------------------------------------------- |
| かえで     | 11(18)              | 2003年8月（クローズドβ開始当初）から存在する。 |                                                |
| もみじ     | 7(16)               | 2003年11月21日（オープンβ中）追加。            | 2014年10月22日に消滅。新設の「くるみ」へ統合。 |
| あんず     | 7(16)               | 2004年3月24日追加。                            | 2014年10月22日に消滅。新設の「ゆかり」へ統合。 |
| かりん     | 7(16)               | 2004年5月28日追加。                            | 2014年10月22日に消滅。新設の「くるみ」へ統合。 |
| さくら     | 11(7)(16)           | 2004年11月2日追加。                            | 2016年4月20日に消滅。「かえで」へ統合。        |
| すもも     | 5(10)               | 2005年3月23日追加。                            | 2014年10月22日に消滅。新設の「くるみ」へ統合。 |
| ぽぷら     | 5(10)               | 2005年11月30日追加。                           | 2014年10月22日に消滅。新設の「くるみ」へ統合。 |
| けやき     | 5(10)               | 2006年7月12日追加。                            | 2013年7月3日に消滅。新設の「あずさ」へ統合。   |
| ぷらむ     | 5(10)               | 2007年4月25日追加。                            | 2013年7月3日に消滅。新設の「あずさ」へ統合。   |
| なつめ     | 5(10)               | 2007年8月1日追加。                             | 2014年10月22日に消滅。新設の「ゆかり」へ統合。 |
| くぬぎ     | 5(10)               | 2007年10月4日追加。                            | 2013年7月3日に消滅。新設の「あずさ」へ統合。   |
| つばき     | 5(10)               | 2008年4月28日追加。                            | 2013年7月3日に消滅。新設の「あずさ」へ統合。   |
| みずき     | 5(10)               | 2010年4月21日追加。                            | 2014年10月22日に消滅。新設の「ゆかり」へ統合。 |
| つつじ     | 5(10)               | 2012年8月16日追加。                            | 2014年10月22日に消滅。新設の「ゆかり」へ統合。 |
| いばら     | 3                   | 2013年5月29日追加。                            | 2014年10月22日に消滅。新設の「ゆかり」へ統合。 |
| あずさ     | 11(18)              | 2013年7月3日追加。                             | 2016年4月20日に消滅。「ゆかり」へ統合。        |
| くるみ     | 11                  | 2014年10月22日追加。                           |                                                |
| ゆかり     | 11                  | 2014年10月22日追加。                           |                                                |

くるみ、ゆかりワールドは、複数のワールドが統合し、名称を変えて誕生した新しいワールド。
統合に伴い、倉庫には、一時的にアイテムを置くためのスペースが設けられ（取り出した後は、初期のストック数に戻る）、キャラクタースロットについても、統合前ワールドにおいて、追加されたスロット数がベースに計算されている。
かえでワールド内訳：さくら
くるみワールド内訳：もみじ、かりん、すもも、ぽぷら
ゆかりワールド内訳：あんず、なつめ、みずき、つつじ、いばら、けやき、ぷらむ、くぬぎ、つばき、あずさ
※キャラクター数の上限（統合後に、24人以上キャラクターが残るケース）を突破した場合は、倉庫同様スペースが設けられる。
ワールド統合により消滅したが、過去には特別な仕様となっていたワールドが存在した。
つつじワールド
MTSの使用できない特殊なワールド。その他の機能については通常のワールドと同等であった。
2014年10月22日に消滅。新設の「ゆかり」へ統合。
いばらワールド
ワールドを問わず、Lv.150以上まで育成したキャラクターがいる場合にのみ作成可能。難易度も通常のワールドからかけ離れて難しくなっており、敵に触れた瞬間に即死してしまうことは日常茶飯事。アイテム使用にクールタイム（再使用待機時間）が15秒つくようになったり、キャラクターのレベルが上がるごとに、敵に攻撃が当てにくくなるという、まさに上級者向けの職業。
元となるワールドのキャラクターの容姿のみ反映されるので、コピー元のキャラクターがどの職業であっても、登録することは可能。ただし、いばらワールドで作成できるのは冒険者職業のみ。移行後、新たに職業選択することとなる。
なお、このワールドで規定のレベルまで上げることで獲得できる勲章（分身の元となったキャラクターにつけることが可能）の性能がいいことから、それを狙っての挑戦ということも珍しくない。
2014年10月22日に消滅。新設の「ゆかり」へ統合。

### アバター
PCはアバターを用いて表される。PCの髪型、顔は最初に（限定された種類の中で）選択することになるが、性別以外（髪型、髪の色、顔かたち、肌の色）は調髪券、整形券などをネクソンポイント（課金）で購入することにより途中で変更できる。ランダムで変更できるもの（一般調髪券290P）と変えたいものを選択できるもの（特別調髪券490P）がある。肌の色を変える券は、特定できる490Pのものしかない。性別はメイプルID作成時に選択することとなる。また、ゲーム内で手に入る全ての武器や防具、帽子や靴、手袋や耳飾りといった装備全般が個別のアバターとなっており、その組み合わせにより個性を出すことができる。
通常の装備の他に、ネクソンポイントで購入するアバターアイテムと呼ばれる装備があり、通常の装備に上書きする方式でアバターを着飾ることができる。また、チャットバルーンやPCの名前といった部分も、指輪のアバターアイテムを購入することで変化できる。基本的な感情を表すための表情が7種類用意されており、これ以外の表情もアバターアイテムで追加できる。
また、190pで購入できるアバターランダムボックスでは開封することでランダムにアバターアイテムが入手でき、無期限の物も含まれている。

### 課金
2003年12月3日の正式運用以来、通常プレイは無料である。特殊なアイテムのみに課金するアイテム課金の形態をサービス開始当初から計画・実施しており、またアイテム課金そのものの先駆けとなったゲームでもある。
前述のアバターの要素に用いるポイントアイテムのほか、拡声器（ワールドの全PCに話し掛ける）や、一定期間の取得経験値を増加させるチケット（サクサクチケット・サクサクミニ）、またアイテムのドロップ率を増加させるチケット（ザクザクチケット）、ガシャポン（ランダムでアイテムを得られるシステム）用のチケット、他にもフリーマーケットに店を出す営業許可書や、幽霊になっても経験値が減らないお守り、テレポストーン（登録したマップを移動できるシステム）など、追加機能が課金の対象である。その他、他のPCにポイントアイテムを贈答する、MTSにてアイテムと交換するなどができる。また、ペットも課金制で、ゲーム内でペットを引き連れて移動し、ペットの種類によってはメルやアイテムを拾わせたりすることもできる。ペットは自発的に拾いにいくものとキャラクターの通った後のアイテムを拾うものがある。これらポイントアイテムを購入できるポイントショップは2003年11月18日にプレオープン、ゲームの正式運用に合わせて2003年12月3日に正式オープンした。
ウェブマネーやクレジットカード引き落としなどで現金と「ネクソンポイント」を交換し、ネクソンポイントでアイテムなどを購入する仕組みがとられている。ネクソンポイントは、ネクソンが運営している他のオンラインゲームでも共通に使えるポイントシステムである。

### クエスト
PCは様々な「クエスト」を受けゲームを進めていく。クエストとはNPCに依頼されて遂行する「仕事」である。PCは依頼内容に応じて様々なアイテムを集めてNPCに届けたり、対象mobを一定数倒すことでクエストを達成していく。クエストをクリアすると、そのクエストにより様々なアイテムやメル、経験値などの報酬を得る。狭い足場やトラップを掻い潜ってマップの頂上を目指し、1番上でアイテムを手に入れ、依頼者に渡すクエストは「忍耐クエスト」と呼ばれる。

### モンスターライディング
あの程度のレベルまでプレイヤーが成長すると、ライディングスキルという名前のクエストが発生する。この場合には、メルをNPCに払うことで、モンスターライディングを獲得することができる。また、このライディングスキルを使用すると、マップ内の移動速度が速くなる。一部の職業では、初めからライディングスキルを持っている。

### 称号
様々なマップをまわり、踏破することで、NPCから「探検家」の称号を譲渡される。そのほかにも、クエストやイベントをクリアすることでも称号をもらえる。称号にはHP・MP、ステータスの増加や、ドロップ率の変化など様々な種類があり、装備するとキャラクター名（ギルドに加入している場合はギルド名）の下に称号が表示される。
期間限定でもらえる物、期間問わない物、特殊な条件を攻略したらもらえる物と種類も豊富にある。さらに、頭上に現れる勲章も登場するようになり、そちらは、設置枠に収納されることとなる。通常の称号同様、装着することで文字が浮かび上がり、HP、MP、ステータスの増加が受けられる。

### 性向
アイテムなどによって性向のレベルを上げるとHP（ヒットポイント）やMP（マジックポイント）を増加させたり。書の成功確率を上げたりできる。

## 登場人物 (NPC)・組織

### メイプルワールド

#### 暗黒の魔法使いの一味
暗黒の魔法使い（白い魔法使い）
声 - 置鮎龍太郎
軍団長たち
獅子王ヴァン・レオン
アカイラム
ヒルラ
声 - 宮川美保（真ヒルラ）
デーモンスレイヤー
デミアン
声 - 石谷春貴
オルカ
声 - 久保ユリカ
スウ
声 - 蒼井翔太
ゲリーメル
声 - 河崎文亮
ウィル
声 - 井口祐一、金本涼輔
ルシード
声 - 愛美

#### エレヴ
シグナス
声 - 山本彩乃
エレヴの女王。本来はメイプルワールド全域の統治者であるという。
神獣
声 - 最上あさ子
ナインハート
声 - 沢城千春
エレヴの宰相。毒舌家。
ミハエル
エレヴにいるシグナス騎士団の騎士団長（ナイトリーダー）。戦士。
オズ
エレヴにいるシグナス騎士団の騎士団長。魔法使い。
イリーナ
声 - 佳川未沙
エレヴにいるシグナス騎士団の騎士団長。弓使い。
ホークアイ
エレヴにいるシグナス騎士団の騎士団長。海賊。
イカルト
エレヴにいるシグナス騎士団の騎士団長。盗賊。
リフィー
声 - 桑原由気
ドルフィー
声 - 花守ゆみり
グフィー
声 - 沢城千春

#### 降魔の十字旅団
メイプルワールドにひそむ「マスターモンスター」を発見し、退治するためにつくられた組織。
ウェンス
ソダネ
シェリル
クロウ

#### メイプルアイランド
ルーカス
アムホストの長老。
ピオ
アムホストにいるつなぎの男。クエストをこなすと椅子を作ってくれる。
マイ
アムホストの町の外にいる訓練官。
レイン
アムホストにいるセーラー服の少女。クイズを出題する。
マリア
アムホストにいる女性。
バリ
メイプルロードにいる船乗り。
ユナ
メイプルロードにいるバニーガール。
ビッグス
サウスペリにいる船乗り。
シャンクス
サウスペリ・リス港口にいる船乗り。メイプルアイランド・ビクトリアアイランド間の連絡を行っている。基本的に一方通行だが、人気度300以上あればサウスペリへ行ける。

#### リス港口
ゾーン
リス港口にいる赤いバンダナの男。
モンロンジジ
リス港口にいる老人。
トゥルー
リス港口にいる情報屋。

#### ヘネシス
ヘレナ
声 - 近藤玲奈
ヘネシスにいる弓使いの転職官。エルフ族。
冒険者の代表として連合会議に出席している。
ヘリオス塔からいける過去のビクトリアアイランド・エリン森では子供の姿で登場。
長老スタン
ヘネシスの長老。頑固で気難しい性格。
時間の神殿からいける未来のヘネシスでは幽霊として登場。
Mrs.ミンミン
ヘネシスにいる女性。スタンの妻。
ジェイ
ヘネシスにいるメガネをかけた少年。スタンの次男でガリ勉。
マヤ
ヘネシスにいる少女。病弱。

#### ノーチラス
カイリン
ノーチラスの船長室にいる海賊の転職官。年齢は見た目より高いらしい。
ムラト
ノーチラスの船内にいる海賊。目に包帯を巻いている。
タンユン
ノーチラス船内にいるパンダのコック。
リド
ノーチラス船内にいる掃除婦。
アベル
ノーチラス付近の地区にいる海賊。眼鏡がないと何も見えない。
ギャリコ
ノーチラス付近の地区にいる海賊。居眠りしている。
バルトール
ノーチラス付近の地区にいる海賊。箱を持っている。

#### エリニア
ハインズ
エリニア図書館にいる魔法使いの転職官。
妖精アルウェン
エリニアにいる妖精。
妖精ロウェン
エリニアにいる妖精。
おしゃべりな木
エリニアの町の外にいる喋る木。
ファンシー
エリニアの町の外にいる猫の姿をした魔法使い。

#### ペリオン
コブシを開いて立て
ペリオンの神殿にいる戦士の転職官。
豚と一緒に踊りを
ペリオンにいるネイティブ風の男。意地悪な性格。
イヤン
ペリオンにいる女性。ネイティブ風の格好をしているが本来はペリオンの人間ではない。
スミス
ペリオンにいる青いつなぎを着た男性。
ウィンスターン
ペリオンの町の外にいる老人。考古学者。

#### カニングシティ
ダークロード
カニングシティにいる盗賊の転職官。
裏通りのゼイエム
カニングシティにいる青ジャージの男。
アレックス
カニングシティにいる少年。スタンの長男だが家出している。
時間の神殿からいける未来のヘネシスでは、後にスタンの後を継いで長老になっている。

#### エルナス
アルケスタ
エルナスにいる老人。高名な魔法の研究者で錬金術師（錬金術協会の三代目会長）でもあり、浮遊する魔法石を作って飛行船を完成させ、魔力が生命に及ぼす影響を啓示した人物だという。
タイラス
エルナスにいる戦士の三次転職官。
レネ
エルナスにいる弓使いの三次転職官。
ロベイラ
エルナスにいる魔法使いの三次転職官。
アレク
エルナスにいる盗賊の三次転職官。
ペドロ
エルナスにいる海賊の三次転職官。
シャモス
エルナスの長老の官邸地下にいるゴブリン。

#### ヘリオス塔
司書ウィズ
ヘリオス塔図書館にいる司書。

#### レジスタンス
ペルディ
ジグムント
声 - 小原莉子
ベル
イレックス
ヘンリテ
チェキ

#### その他
ペリー
リーフロード・キノコ神社でタクシーをしている大きなペリカン。ビクトリアアイランドとジパングの連絡を行っている。客を口に入れて運ぶがその様子は見られない。
イベントガイド
ゲームの進行役をしている「W」の帽子にスーツ姿の女性。主に期間限定クエストのガイドをしているほか、ナレーションなどを行っている。各町にいる。
一度デザインが変わっている。
スピネル
世界旅行の案内を行っている女性。
カサンドラ
イベントガイドをしている占い師風の女性。各町にいる。
ガガ
イベントガイドをしている眼鏡にスーツの男性。各町にいる。
メイプルポスト
個人宛のメッセージの配達をしているヒゲの生えた赤ポスト。

### グランディス

#### ゼルン・ダルモアの一味
ゼルン・ダルモア（アロン）
声 - 市川蒼
使徒
ハヴォック
声 - 神尾晋一郎
メラン
声 - 市川蒼

#### セルニウム
カーライル
声 - 小林千晃

## 交流

### グループ
メイプルストーリーでは、6人までのPCでグループ（他MMORPGでいうところのパーティー）を組むことができる。グループを組んでいる時は、同一マップ内で倒されたmobの経験値がグループの人数によって増加した上で、レベルに比例して分配される。各職業の上位職になると、グループ員に効果を及ぼすスキルが存在し、狩り効率を上げることができる。また、2005年10月26日にマップ内での人数によってアイテムのドロップ確率が上昇する仕様が追加された。また、2008年5月28日のアップデートでグループを検索できるようになった。

### グループクエスト
通常のクエストは（他PCからアイテムを買い取ったりすることはあっても）基本的に1人のPCでクリアしていくものであるが、数人のPCがグループを組んで1つのクエスト群をクリアするクエストがある。これをグループクエストと呼び、ゲーム内では「グルクエ」（または開催場所の名前を付けてカニクエ・オルクエ・ルディクエなど）と呼ばれている。

#### 一般的なグループクエスト
グループクエストにはいくらかの種別があり、ストーリーにもとづき進めて行く一般的なグループクエストの他に、mobを倒し進んでいく戦闘コンテンツ、2つのグループの間でmobを倒した数やポイントを競う競争コンテンツなどがある。ここでは一般的なグループクエストについて記述する。
| 名称                                  | 入場レベル | 推奨レベル | 難易度 | 報酬経験値 |
| ------------------------------------- | ---------- | ---------- | ------ | ---------- |
| 月兎の餅                              | 50以上     | 50〜69     | 易しい | 普通       |
| 一番目の同行 （カニングクエスト）     | 50以上     | 50〜69     | 易しい | 普通       |
| アイスナイトの呪い                    | 50以上     | 50〜69     | 普通   | 普通       |
| 次元の亀裂 （ルディブリアムクエスト） | 50以上     | 50〜69     | 難しい | 多い       |
| 毒霧の森                              | 70以上     | 70〜119    | 難しい | 多い       |
| 女神の痕跡 （オルビスクエスト）       | 70以上     | 70〜119    | 難しい | 多い       |
| ロミオとジュリエット                  | 70以上     | 70〜119    | 難しい | 多い       |
| 海賊船長デイビーゾーン                | 70以上     | 70〜119    | 普通   | 普通       |
| ボブ帝王の復活                        | 120以上    | 120以上    | 普通   | 普通       |
| ドラゴンライダー                      | 120以上    | 120以上    | 普通   | 普通       |
| 危機に陥ったケンタ                    | 120以上    | 120以上    | 普通   | 普通       |
| 脱出                                  | 120以上    | 120以上    | 普通   | 普通       |

2011年のレジェンドアップデートの際、グループクエストのシステムの改変が行われた。

### イベント
通常のクエストとは別に「イベント」が行われることがある。ネクソンスタッフが数か月単位の不定期に開催するお祭りのようなもので、普通では手に入らないレアアイテムが手に入ったり、通常ではありえない量・強さのmobが1つのマップに一定時間現れたりすることもある。

### チャット
PC間での会話（チャット）にはいくつかの方法が用意されている。通常はPCの上にチャットバルーン（漫画のふきだしのようなもの）が出て、ミニマップに赤や橙の点で表示されている全てのPCのログ（会話やその他メッセージが表示される場所）に残るようになっているが、設定によって話し相手を変えることができる。特定の1PC（内緒話）、友達リストのPC（友達チャット）、グループを組んでいるPC（グループチャット）、ギルドのPC（ギルドチャット）、複数のギルドのPC（ギルド連合チャット）、といった、対象を限定したチャットの場合、チャンネルやマップが異なっていても会話が可能（これらのチャットではチャットバルーンは表示されない）。
また、ポイントアイテムの拡声器を用いればマップやチャンネルを超えて同じワールド内の全てのPCに発言を聞かせることもできる。同様にメガホンというポイントアイテムもあり、これは拡声器の廉価版で同じチャンネル内のPCにマップを超えて表示される。後述のブラックリスト機能を使ってもこれらの発言をシャットアウトすることはできず、荒らし行為が後を絶たない。
これらとは別に、ログに残らない方法として、3人までのPCで専用のウィンドウを開いて会話を行ったり（メッセンジャー）や、前述のペットに任意の台詞をチャットバルーンで表示させることもできる（ペットのレベル15以上が条件）。

### ブラックリスト
2006年1月25日に、ブラックリスト機能が実装された。このリストにキャラクター名を登録すると、そのキャラクターの内緒話を拒否したり、招待・フリーマーケットでの個人商店への入場を拒否することができる。通称BL。ブラックリストの登録率が高いユーザーは、メイプルストーリーのプレイが制限される、またはIDの凍結もされることがある。

### フリーマーケット
プレイヤー同士の交流・アイテム売買の手段のひとつとして、PCの持つアイテムをメルで購入できる場所が、「フリーマーケット」としていくつかの街に設けられている。街が違ってもフリーマーケットは共通の場所として存在し、何をいくらで売るかはプレイヤーの自由である。
フリーマーケット設置以前はどのマップでも店を開けたが、場所によっては迷惑にもなるため、フリーマーケット設置後はその中だけとなった。また、設置直後は街ごとに異なるフリーマーケットにつながっていたが、現在では同じ場所になっている。フリーマーケット入口のマップから22個の出店可能なマップへ移動することができ、マップ内では入口に近いほど出店者が多い。また、チャンネルはほぼ1chに集中している。アイテムの相場は、それぞれのサーバーによって違っている。店を開くには販売許可書が必要（販売許可書はネクソンポイントで購入できる）。NPCが売っていない装備などが出回っており価格はさまざまで、NPCが売っているアイテムでも安く売っている場合もある。NPCの店と違い、PCの店にアイテムを買い取ってもらうことはできない。後述のメイプルオークションシステムの実装により、こちらのフリーマーケットシステムは廃止された。

### MTS
2006年7月26日に実装された、MTS (Maplestory Trade Space/System) は、プレイヤー間でアイテムとネクソンポイントを交換するシステムである。2006年8月16日に正式サービスが開始され、手数料・登録料が徴収されるシステムとなっている。プレイヤーからアイテムを売りに出し、ネクソンポイントと交換するのが「売ります」、プレイヤーが欲しいアイテム名とネクソンポイントの金額を出しアイテムと交換するのが「買います」。登録期間はどちらも7日で、価格上限は無い。また、2007年1月31日のアップデートで、売り手が一定期間売りに出し、買い手が、希望の価格で交換する「オークション」が実装され、2007年8月1日のアップデートで異なるワールドでも取引できるようになった。ただし、新しいワールドでは利用できない場合がある。また、オークション機能はver1.83アップデート以降、使用することができなくなった（今までも使用することができなくなっていたが、ver1.83で画面が消え、完全にオークションは姿を消した）。今では「買います」も消滅し、「売ります」とマイページとヘルプのみになった。
- 「売ります」
  - 入力価格：任意（最低額110ポイント）
  - 登録料：5000メル
  - 手数料：100ポイント + 入力価格×110%
    - 例：110pで出品すると221pとなる。
- 「買います」
  - 入力価格：任意（最低額110ポイント）
  - 登録料：なし
  - 購買手数料：（入力価格-100ポイント）×110%
- 「オークション」（ver1.83以降は使用不可）
  - 入力価格：任意（最低額110ポイント）
  - 登録料：5000メル
  - 手数料：100ポイント + （入力価格+変動幅）×111%
  - 変動幅：10ポイント、100ポイント、500ポイント、1000ポイント

### メイプルオークション
フリーマーケットに代わってプレイヤー同士の交流・アイテム売買の手段のひとつとして、PCの持つアイテムをメルで購入できるシステム。以前のフリーマーケットでは街から移動して直接向かわなければいけなかったのが、こちらでは専用のポイントアイテムを使う必要がなくなり、かつ街の中でならいつでも利用可能になったという利点がある。何をいくらで売るかはプレイヤーの自由であるのはフリーマーケットのときと同じ。

## 育成

### ステータス
PCの現在の状況・強さを示す数値として、いくつかのステータスがある。レベルが上がる毎にアビリティポイントが5ポイントが与えられ、このアビリティポイントをHP・MP・STR・DEX・INT・LUK（説明は後述）に任意に割り振ることでPCに個性を与えることができる。これらの数値と、武器・防具によりPCの攻撃力、防御力といった要素が決定される。
レベル (LeVel)
もっとも基本的な強さを表すステータスで、一般的には、これが高いほど強く経験を積んだPCとなる。逆に、経験値を貯めてレベルを上げることでPCは強くなっていく。現在の最高レベルは、300レベルである。
過去に、ver1.65で実装されたシグナス騎士団のみ最高レベルが120レベルであったが、現在は300に引き上げられている。
経験値 (EXPerience)
mobを倒したり、クエストをこなすことで増えるPCの経験を数値化したもの。mob毎、クエスト毎に与えられる経験値が異なり、レベルによって決められただけの経験値を貯めるとレベルが上がる。
HP (Health Point)
HPとMPには最大値と現在値があり、現在値はmobに接触したり攻撃を受けたりすると減る。薬を使用したり休憩することで回復する。現在値が0になると幽霊となり、経験値が減る。いかに0にならないようにするかがプレイの基本となる。なお上限999999となっている。
MP (Mana Point)
スキルや魔法を使用する際に消費する。魔法使いの場合、HPダメージの一部をMPダメージに変換するスキルを使用している状態で攻撃を受けても減る。上限は500000となっている。
STR (STRength)
戦士や海賊（インファイター）の攻撃力に強く影響するが、他の職業にも多少攻撃力が上がる効果がある。しかし、この数値で上昇するのは物理攻撃による攻撃力のみなので魔法使いには無意味である上盗賊の攻撃力はあまり上昇しない。
DEX (DEXterity)
この数値が高いとmobに攻撃が命中しやすくなったり、mobの攻撃がミスしやすくなるなど。また、弓使いや海賊（ガンスリンガー）の攻撃力に強く影響する。
INT (INTelligence)
この数値が高いと魔法攻撃の成功率や、魔法に対する防御力などが上がる。MPの上昇量にも影響する。魔法使いの攻撃力に強く影響する。
LUK (LUcK)
この数値が高いとmobの攻撃を回避しやすくなるなど。盗賊の攻撃力に影響する。
人気度 (POPularity)
レベル15以上の他PCによって操作される数値。また一部のクエストでも増減する。一部のクエストを受けたり、一部の武器防具を装備する時に必要になる。
状態異常
PCが何らかの異常な状態になった場合、PCにエフェクトが表示され行動に制限を受ける。回復方法は、一定時間待つ、街へ戻る、蘇生・治療系スキルを使用するなど種類によって異なる。こちらの使用する状態異常の多くは武器の潜在能力で付与できることがある。
幽霊HPが0になり、チャット以外ができない状態。その時点でデスペナルティ（経験値の減少）を受ける。解除するとHP50になった状態で街へ戻される。上からキャラクターのところに墓石が落ちてくるエフェクトが出るため、「墓ドロップ」（墓ドロ・ﾀﾋった←死という文字ににているため）などと呼ばれることもある。特定のスキルやポイントアイテムを使用してHPが100%の状態や経験値を失わずに復活させることもできる。かつてはLUKに経験値の減少量低下があったが現在は性向システムの導入でカリスマの性向が高くないと減少量が減らないようになった。特定のボスモンスターに挑戦するときはデスペナルティはないが一定回数戦闘不能になると、自動的に撃破失敗扱いになってしまう。
中毒毒を受け、HPが徐々に減る状態。PCの頭上に毒霧のエフェクトが表示される。解毒薬や万病治療薬、ディスペルなどのスキルで治療可能。HPが1になるとHPの減少が止まるため（中毒状態は持続する）、毒によるダメージのみで幽霊になることはない（ただし一部例外も存在する）。
暗黒視界が閉ざされ、命中率が低下する状態。PCの頭上に髑髏が黒い涙を流すエフェクトが表示される。目薬や万病治療薬、ディスペルなどのスキルで治療可能。
虚弱ジャンプができなくなる状態。PCの頭上に汗をかくエフェクトが表示される。漢方薬や万病治療薬、ディスペルなどのスキルで治療可能。
封印スキル使用ができなくなる状態。PCの頭上に錠のエフェクトが表示される。聖水や万病治療薬、ディスペルなどのスキルで治療可能。
呪いmobから得られる経験値が半分になる状態。PCの周囲に霊のようなエフェクトが表示される。聖水や万病治療薬、ディスペルなどのスキルで治療可能。
気絶一定時間行動ができなくなる状態。回復薬は使用できる。頭上にキノコが輪を描いて飛び回るエフェクトが表示される。万病治療薬などの消費アイテムで解除できない。
誘惑一定時間勝手に左右どちらかに移動、その場でジャンプなどの特定の動作をさせられ、気絶の効果に加えてアイテムの使用も受け付けなくなる状態。頭上にマリオネットのエフェクトが表示される。万病治療薬などの消費アイテムによる治療は不可能でかつ治療する方法も限られ、ほとんどの職業が持っている4次スキルのヒーローインテンションを使う必要がある。mobが使う状態異常の中ではかなり危険であり、この状態異常にかかる→回復ができなくなる→幽霊（＝HPが0）になる、という現象が起きやすい。
アンデッドHP回復薬の効果が半減し、スキル:ヒールでダメージを受ける。頭上に骸骨のエフェクトが表示される。万病治療薬などの消費アイテムで解除できない。なお、キャラクターがこの状態異常になったときのログは「アンデット」と誤表記されている。
凍結氷属性の攻撃によって凍結して動けなくなる。プレイヤーが使える状態異常のひとつで、頭上に氷の結晶が表示される。
スロウ移動速度が低下する状態。頭上に白いデンデンが点滅する。
リバース左右（MAP内の左右移動）と上下（梯子などの移動やポータル利用）の操作が反転する状態。頭上に白い髑髏が表示される。この状態になると、通常のジャンプが↓キーを押しながらでないとできないため、混乱させられやすい。
消費アイテム使用不可文字通り消費アイテムの使用が不可となる状態。頭上に灰色の薬が表示される。
潜在能力不可一部装備の潜在能力の効果が適用されなくなる状態。
視界狭窄自分の周囲しか見えなくなる状態。
モンスター化キャラクターが一定時間mobと化し、移動と回復アイテム使用以外の操作が不可となる状態。特定のボスを除けば基本的にモンスターはリボンピグにされる。
浮遊宙に浮遊し、回復薬使用以外の動作が不可となる状態。
プレッシャー物理攻撃力および物理防御力が低下する状態。
無移動時HP減少キャラクターが移動状態でないとHPが減少する状態。頭上にレバーが左右に動くエフェクトが表示される。
その他水中や極寒地帯では、専用のアイテムを使わない限り一定時間ごとにダメージを受ける。

### 強化呪文書
ゲーム内では、装備類のステータスを上げることのできる強化呪文書がある。主に「強化書」「書」などという。これにより、上記のステータスを上昇させることができる。装備を強化するのは、UG（アップグレード）と言われ、その可能回数を主に「UG数」「UG可能回数」などという。強化の手順から、「貼り」などと呼ばれることが多い。また、装備種類によって手に入れた際のUG数が決まっているが、種類で決められたUG数より初期UG数が多い特殊な装備もあり、強化効率が高いため、高値で取引される。
書には、10%、15%、30%、50%、60%、70%、100%の成功確率が決められており、失敗した場合は強化されないまま残りUG数が減る。しかし確率が低いほど成功した時の強化性能は高いため、目指す性能によって書の選択が重要となる。このうち30%と70%は「呪われた」という修飾が付き、強化に失敗すると、その強化対象の装備が、50%の確率で消失する（100%中30%で成功し、100%中35%で消失し、それ以外で何も起こらない[強化失敗]になる）。ゲーム内では、「闇った」「闇」「消えた」などと呼ばれることが多い。
これらの書は、装備の系統ごとに強化できるステータスが異なり、確率は低いがmobからドロップすることがある。また呪われた書は、設定されているmobが非常に少なく、主に前述のガシャポンから出ることが多い。また、一部のクエストの報酬にも含まれていることがある。なお、一部の100%の書は格安で特定のNPCから買うことができる。また、2006年11月29日のアップデートで装備不可能な装備類でも強化書が張ることができるスキル「大工の魂」で強化が可能となり、2007年4月25日には顔の飾りと目の飾りを強化をできる書が追加された。
また、通常の成功率ではない書もみられた。4周年記念期間には、成功率40%、破壊率30%の書が登場し、2007年11月の期間・土曜日限定クエストでは、成功率10%と60%の書をそれぞれ15%と65%に向上することができた。
2008年5月28日のアップデートでは白の書、混沌の書、防寒の書と呼ばれる書が実装された。これらの書は今までの書と比べると特殊な書である。
- 白の書は、強化に失敗したときに減るUGを1戻すことができる書である。だが成功確率が1%、3%、5%、と今までの書と比べると格段に低く、また呪われたという修飾がつく書と同様に強化に失敗したとき、一定確率で強化対象の装備が消失する（n%の成功確率の書で消失する確率は2n%となる）。現在は20%の白の書も実装済みである。20%の白の書は、破壊率が50%となっている。
- 混沌の書は、今までの書とは違い、成功時に一定の能力が上昇するのではなく、ランダムで能力が上がる書である。また、能力が上がらずに下がることもある、大変ギャンブル的な要素がある書でもある。この書は60%の成功確率のものしか実装されていない。上位に能力が下がらない肯定の混沌の書があるがこちらは成功率が30%とさらに低い。
- 防寒の書は、エルナス地方でHPが自然減少してしまうものを抑えるための書である。この書はマントにしか強化することができず、成功確率は10%のものしか実装されていないが、ugはいくら貼っても変わらない。
- スパイクの書 靴に貼る強化書である。成功率は10%だが、雪のマップでも滑らなくなったり、mobの攻撃で吹き飛ばされにくくなる。こちらもugはいくら貼っても変わらない。

### 呪文の痕跡
Ver3.28で追加された強化呪文書に代わる強化システム。現在はこれが一般的な強化方法になっており、この頃から従来の強化呪文書がモンスターからほとんど手に入らなくなったため、一部の強化呪文書が高騰化する原因になっている。従来は呪文書のドロップ率そのものの低さや100%強化の効果の低さに悩まされていたがこれによって誰でも気軽にどんな装備アイテムでも強化が可能になった。ただし、アップグレード回数のある装備アイテムでないといけないのはもちろん、キャラクターのレベルが20以上にならないと強化不可能で狩りで呪文の痕跡も手に入らないという制限がある。こちらは従来の確率の書を呪文の痕跡で使用する形に変わっている。確率の低いものは効果値が高いがその分必要な痕跡の数も多くなる。確率は100%、70%、30%の3つで武器のみ15%がある。これと別に共通で30%イノセント、アークイノセント、5%白の書がある。これらは強化のリセットやアップグレード回数を取り戻す効果があるため、必要な痕跡の数が非常に多い。
従来の強化と違い、職業別の装備アイテムはそれに合わせた必要な能力が必ず強化できるようになっている（例えば弓使いの装備ではDEXを、魔法使いの装備では魔力やINTを強化できる）。また防具は4回目の強化を呪文の痕跡で成功させると、攻撃力（魔法使いの防具以外）または魔力（魔法使いの防具のみ）が1増えるボーナスがある（全職業共通の防具は攻撃力も魔力も1増える）。

### 潜在能力
2010年9月29日 (Ver1.86) で追加された新しい装備強化システムのことである。
- 潜在能力覚醒の書、高級潜在能力覚醒の書などを使用することによって装備品に2〜3個の潜在能力をランダムで追加することができる。また、ドロップした時点で既にレア等級以上の潜在能力を持っている装備品もあり、その場合は鑑定することによって潜在能力が判明する。
- 潜在能力を変更するにはアイテム｢ミラクルキューブ｣が必要。
- 基本的に潜在能力の個数は最初に鑑定が完了した時点 から変わらないが、等級を上げると稀に増えることがある[7]。

## モンスター (mob)

### デンデン系統
メイプルアイランド・リス港口周辺に出現する、カタツムリのモンスター。小さくて動きが遅く弱いものが多い。
デンデン（メイプルアイランド）
メイプルロードに出現する、ビクトリアアイランドのデンデンと容姿は同じだが別のモンスター。
デンデン（ビクトリアアイランド）
冒険者がゲーム開始直後に戦う敵。それだけに知名度も高い。
青デンデン（メイプルアイランド）
メイプルロードに出現する、ビクトリアアイランドの青デンデンと容姿は同じだが別のモンスター。
青デンデン（ビクトリアアイランド）
デンデンの殻が青い敵。
赤デンデン（メイプルアイランド）
メイプルロードに出現する、ビクトリアアイランドの赤デンデンと容姿は同じだが別のモンスター。
赤デンデン（ビクトリアアイランド）
デンデンの殻が赤い敵。
マノ
デンデン系統の長のような敵。大量のデンデンを呼び出すことがあり、唯一ヒゲが生えている。ボスモンスター。
変形されたデンデン
マノに青デンデンが乗ったような外見。未来の世界にいるため、体力が非常に高い。
苔デンデン
エリン森周辺に出現する、デンデンの殻が茶色く、苔がのったような巨大なモンスター。

### キノコ系統
主にヘネシス周辺に出現する、きのこの敵。きのこだがどれも顔が付いており動き回る。
スポア
橙色の傘。足が生えている小さいきのこ。
メイプルキノコ
橙色の傘。メイプルストーリーのマスコット的な存在の敵。
緑キノコ
緑色の傘。手が生えている。
ツノキノコ
深青色の傘。手が生えている。
青キノコ
水色の傘。
ゾンビキノコ。
焦茶色の傘。額にあたる傘の部分にキョンシーのように御札を貼られている。
ママシュ
キノコ系統の母にあたる敵。メイプルキノコが大きくなったような外見。その巨体で地震を起こすことがある。ボスモンスター。
パパシュ
キノコ系統の父にあたる敵。青キノコが大きくなったような外見。その巨体で地震を起こすことがある。ボスモンスター。
ゾンビママシュ
ゾンビキノコが大きくなったような外見。その巨体で地震を起こすことがある。ボスモンスター。
変形されたメイプルキノコ
メイプルキノコの胴体が長くなったような外見。未来の世界にいるため、体力が非常に高い。
苔キノコ
メイプルキノコの傘が茶色く、苔がのったようなモンスター。

### スライム系統
エリニア周辺などに出現する、丸く顔があるスライムのモンスター。頭から紐のようなものが出ている。
スライム（メイプルアイランド）
メイプルロードに出現する、ビクトリアアイランドのスライムと容姿は同じだが別のモンスター。
スライム（ビクトリアアイランド）
緑色のスライム。旧名はスルラ。
バブルリング
水色のスライム。
スーパースライム
大型のスライム。その巨体で地震を起こすことがある。ボスモンスター。倒すと大量のスライムに分裂する。
変形されたスライム
スーパースライムが紫色になったような外見。体力は非常に高い。
キューブスライム
スライムが直方体で桃色になったようなモンスター。

### ピグ・ボア系統
ノーチラス・ペリオン周辺などに出現する、豚や猪のモンスター。比較的動きが速い。
ピグ（メイプルアイランド）
メイプルロードに出現する、ビクトリアアイランドのピグと容姿は同じだが別のモンスター。
ピグ（ビクトリアアイランド）
豚のモンスター。ノーチラスの海賊団が放牧している豚だが多少荒っぽくなっている。メイプルキノコ同様本ゲームのマスコット的な存在。
リボンピグ
胴に赤いリボンが巻いてあるピグ。
青リボンピグ
胴に青いリボンが巻いてあるつり目のピグ。豚肉は高級食材である。
ワイルドボア
猪のモンスター。
アイアンピグ
ピグが武装したモンスター。
アイアンボア
ワイルドボアが武装したモンスター。
ファイアボア
赤い猪のモンスター。
変形されたリボンピグ、変形されたワイルドボア、変形されたファイアボア
二足歩行で巨大なモンスター。未来の世界にいるため、体力が非常に高い。

### ぺぺ系統
キノコ王国・エルナスなどに出現する、青いペンギンのモンスター。
ジュニアペペ
小さい青いペンギン。
ペペ
王冠を被った青いペンギン。よく雪原を走り（滑り）回っては疲れている。メイプルキノコ同様本ゲームのマスコット的な存在。下記のイェティとは仲が良いようで、2匹1体でいることもあり、ペペはイェティの後頭部に乗っている。
ダークペペ
黒いペンギン。下記のウェンディゴと2匹1体でいることもある。
兜ペペ
体と同じくらいの兜をすっぽり被ったペペ。
親衛隊ペペ
ペペキングの配下で槍を持ったペペ。
ペペキング
イェティに跨がったペペ。ボスモンスター。
ペペクイーン
イェティに跨がったペペ。兜ペペや親衛隊ペペを呼び出すことがある。ボスモンスター。

### イェティ系統
雪男のモンスター。
ジュニアイェティ
白い毛玉のようなモンスター。普段は見えないが体の割に長い腕がある。
ジュニアウェンディゴ
茶色の毛玉のようなモンスター。普段は見えないが体の割に長い腕がある。
イェティ
白い大きな雪男のモンスター。メイプルキノコ同様本ゲームのマスコット的な存在。上記のペペと一緒にいることもある。
ウェンディゴ
茶色い大きな雪男のモンスター。
スノウマン
イェティよりも大きな雪男のモンスター。頭に狼がいる。スキーが大好き。ジュニアイェティを呼び出すことがある。ボスモンスター。

### ドレイク系統
ビクトリアアイランド中央ダンジョンに出現する、恐竜のようなドラゴンのモンスター。
カッパードレイク
ドレイク
レッドドレイク
アイスドレイク
ダークドレイク

### バルログ系統
ビクトリアアイランド中央ダンジョンに出現する、悪魔のような怪物のモンスター。ボス級の扱いである。
ジュニアバルログ
洞窟の奥に潜む強いモンスターだがそれなりに知名度があるらしく、アクアリウムの動物園に飼育されている他ぬいぐるみなどが作られている。
レッサーバルログ（クリムゾンバルログ）
ビクトリアアイランド・オルビス間の空域で海賊行為を行っており、飛行船に乗って一分過ぎると稀に船に乗って2体出現する。
バルログ

### オモチャ系統
ルディブリアム周辺に出現する、オモチャのモンスター。
チャックマ
ピンクックマ
クロワーパンダ
イリオス
アルファロボ
ベータロボ
ホワイトチュー
ブラックチュー
スクラット

### 外界人系統

#### ガンティアン系統
地球防衛本部周辺に出現する、火星人（タコ）型宇宙人のモンスター。
ガンティアン
プラティアン
ガンティアンが宇宙船にのったようなモンスター。
メカティアン
ガンティアンが武装したようなモンスター。

#### グレイ系統
地球防衛本部周辺に出現する、グレイ型宇宙人のモンスター。
グレイ
ジェットグレイ
ウルトラグレイ
元老グレイ

### ヤクザ系統
ショーワ村付近に出現するヤクザ。人間だがゲーム上モンスター扱いである（ゲーム中で正体を現すことはないが、大親分のみ狸の妖怪である）。
手下A
手下B
手下C
手下D
幹部A
幹部B
親分
姐御
ボディガード
大親分

### その他

#### ドラゴンについて
メイプルワールドのドラゴンについては明確な定義と分類がなされている。これらの情報はエヴァンのシナリオ内で手に入るアイテム「ドラゴンの種類と特徴」という本から明らかになる。それによるとドラゴンとは短い手足と大きな体つきをした爬虫類のような外見で、さらに理性と感情を持つ種族のことだという（容姿が似ているがまともな知能をもたないドレイクやワイバーンなどはドラゴンにはあたらず、正確には「類似ドラゴン」という）。また彼らは厳密には倒すべきモンスターではなく、種によっては人間と友好な関係を築き共存していくことも可能だという。
以下種類。
一般ドラゴン（カラードラゴン）
一般的には鱗の色で分類する。
レッドドラゴン
赤い鱗のドラゴン。火属性。
ブルードラゴン
青い鱗のドラゴン。氷属性。
グリーンドラゴン
緑色の鱗のドラゴン。雷属性。
ゴールドドラゴン
金色の鱗のドラゴン。聖属性。
ブラックドラゴン
黒い鱗に黒い角のドラゴン。闇属性。
特殊ドラゴン
上の分類のどれにも当てはまらない少数のもの。
サーペントドラゴン
蛇のような長い体に整った顔つきをしたドラゴン。火と氷の二つの属性を持つ。レヴィアタンがこれにあたる。
オニックスドラゴン
黒い鱗（ブラックドラゴンよりも深い光沢があるという）に金色の角のドラゴン。他の種族と契約することで契約者（パートナー）とともに精神・肉体が成長するが、それ以外の方法では成長できない。
ミルはこれにあたる。
ミューテーションドラゴン（突然変異ドラゴン）
ホーンテイルがこれにあたる。ホーンテイルはドラゴンだが、その危険度からモンスターとして扱われているという。

## 大型アップデート
過去数回、不定期に大規模なアップデートが実施された。
- BIGBANG（ビッグバン）
  - 2010年12月〜2011年1月に実施された大型アップデート。システムやスキルなど、大幅な改変・新職追加が行われた。本作の新旧を分ける一大変革である。
- Chaos（カオス）
- Jump（ジャンプ）
- Renaissance（ルネサンス） - 2011年7〜8月
- Legend（レジェンド） - 2011年10〜11月
- 連合の進撃
- JUSTICE（ジャスティス） - 2012年4月〜5月
- 戦国時代 - 2012年7月〜
- TEMPEST（テンペスト） - 2012年12月20日〜2013年3月21日
  - 新職追加および新イベント追加、大幅なシステム改変が行われた。ルミナス（12月20日）実装、カイザー（1月9日）実装、エンジェリックバスター（1月23日）実装。英雄職とノヴァにハイパースキル（2月20日）が追加された。
  - VUPDATE（V5次職）全職業に5次職が実装された。それにより4次職までの既存スキルが強化され、また新しいスキルがそれぞれの職業に1つずつ追加された。

neotenyアップデートでカンストレベルは300まで急増しており、カンストダメージは7000億である。オーセンティック地域オーセンティックシンボルなど新しいマップと機能が追加された。2023年12月27日から6次実装および新しいマップカルシオンなど追加される。

## 問題点

### マナー違反や違法行為
メイプルストーリーの利用者層は低年齢者が大半であり、小学生を含む未成年が多数参加している。このプレイヤーの年齢層の低さが、モラル・マナーの欠如につながり、以下ような問題を起こしている。これらの行為の名称はプレイヤー間の呼称に由来する。またRMTの利用者も非常に多い。
横（横狩り、横殴り）
メイプルストーリーのプレイヤー同士の慣習では、通称「1人（1グループ）1MAP制」という「狩場は1人ないし1グループで使い、そこに勝手に横入りして狩りを始めてはいけない」というのが常識・暗黙のルールとなっている。このルールの反したものが「横」行為である。
つまり他プレイヤーが使用中の狩場で許可なく狩りを始めたり、狩場を横取りする行為のことで、上のルールが公式なルールでないことが、かえって問題を複雑化させている。なお、過去に公式でマナー違反として記述されたことはある。
例外的に、新職業実装時の必須クエスト遂行のためのMAPやプレイヤー毎の基準によってある程度許容されることもある。
MMOの基本として先頭チャンネル (1ch) は交流や共有のために使われることが多いのでこのルールを適用すると逆にマナー違反と捉えるプレイヤーも多いため、どうしても1人で狩りたい場合は先頭チャンネル (1ch) 以外で狩りをすることがトラブルの防止にも繋がる。
釣り
ゲーム内で交換をする際、単位をいくつか任意にずらして、交渉を優位にしようとする行為（例：500000000メル→50000000メル）。注意深く確認しないと見落としてしまう可能性がある。
クレクレ（○○ください）
乞食のように「メル（ゲーム内通貨）ください」「何かアイテムください」などと、他人にしつこく迫る行為。執拗にこういった発言をすると、会話ログが流れてしまうなどの弊害がある。
MPK（Monstar Player Kill・Monster Player Killer）
文字通りモンスターを利用してプレイヤーを殺す行為であり、PCに対してmobを誘導、またはmobを専用アイテムで召喚し、間接的にダメージを与える行為。
暴言
「死ね」「馬鹿」など他PCを中傷する行為。
対抗策として一部の暴言に関しては、発言できない仕様になっている。
マクロ
マクロとは、自らがPCを操作せずに自動的にPCを操作し、狩りをする行為。現在では一般クエストからマクロ探知機を3個貰うことができる。スキル設定にマクロという機能があり、紛らわしいがこちらはネクソン運営が認めているコンボ機能であるため、自動操作されるマクロのようなものではない。
パスクラ
パスワードを何らかの手段で不正に入手する行為。主にキーロガー、ソーシャルクラッキングが目立つ。
詐欺
ポイント（課金）アイテムなどをメルなどと交換する際、どちらかが先に、メルかポイントを払わなければならないことになる。それを利用し、先に相手に払わせたり、ポイントを先に受け取り代金などを払わない行為が多発している。[メイプル豆知識]で、「ポイントアイテムはメルと交換できません。詐欺にご注意ください。」と表示するなど注意を促すが効果は薄い。実際、ポイントは元はリアルマネーであるため詐欺をしたプレイヤーが逮捕された例もある。
また、嘘の情報や特殊な技術などを使ってゲームのソフトを不正に利用しているものもいる。これらの行為、行為者はプレイヤー間では一般に「詐欺」や「チート（升）」と呼ばれる。

### 事件
- 2005年6月19日の韓国で、漣川軍部隊銃乱射事件があり、銃乱射犯がメイプルストーリーに熱中していたことから、ゲーム影響論・ゲーム無関係論の物議をかもした[8]。
- これらの風潮を利用し、ゲーム内アイテムや通貨、アバターなどの課金アイテムなどを騙し取る行為までが後を絶たない。2006年9月には、ゲーム内の課金アイテム（狩りなどで得るアイテムではなく、後述のネクソンポイントを消費して得るサービスをアイテム化したもの）を、ゲーム内通貨（メル）で買い取ると偽った詐欺容疑で容疑者が逮捕され、同年11月には地方裁判所で詐欺および不正アクセス行為の禁止等に関する法律（不正アクセス禁止法）違反の有罪判決が下されている[9]。ニュースサイトの4Gamer.netによると、ゲーム内のアイテム詐取に詐欺罪を適用したことがもっとも注目すべき点であるとしている。
- 2008年5月には、ゲーム内で結婚していたカップルの男性が勝手に離婚し、それに腹を立てた女性が男性のIDでログインし、男性のキャラクターを消去する事件が発生している。同年10月に女性が、不正アクセス禁止法違反などの疑いで逮捕された[10][11]。

- 2011年の韓国で、大邱中学生自殺事件。加害者の生徒が、同級生である被害者の生徒に、自身のキャラクタの育成を頼みアカウントを教え育ててもらっていた。ところが、あるときハッキングにあいアイテムを失い、加害者が被害者を責め、いじめがエスカレートしていき、被害者が耐えきれず遺書を残し投身自殺に至った[12][13][14]。

### 運営の問題
ネクソン全体の問題点についてはネクソンを参照。

## メディアミックス
オンラインゲーム以外のメディアへの展開も行われている。

### テレビアニメ
2006年11月9日、ネクソンジャパン（日本法人）は、マッドハウスの協力のもとで「メイプルストーリー」をアニメーション化することを発表した。メイプルストーリーを展開している各国に放送することを目的とし、ゲームユーザー以外の人々にも幅広く認知されることも製作の視野に入れている。テレビアニメは2007年10月7日から2008年3月30日まで、テレビ東京系列にて日曜 8:30 - 9:00に放送された（全25話）。ハイビジョン制作（アナログ放送は16:9レターボックスで放送）、字幕放送。
韓国の地上波では2008年にSBSで放送された。本作の放送をもって韓国の地上波での日本製アニメの放送は完全に途絶えることとなった。

#### キャスト
- アル - 桑島法子
- ニーナ - 遠藤綾
- プードゥー - 松本梨香
- アンジ - 草尾毅
- バロー - 木内秀信
- ガルス - 楠大典
- クローネ - 水樹奈々
- アリバ - 浪川大輔
- ソアラ - 日髙のり子
- グランデ - 田中秀幸
- マロン - 今野宏美
- ギル - 朴璐美
- ザッタマン - 野沢那智
- アロアロ - 遊佐浩二
- スピルナ - 吉沢希梨
- ゴッドフリード - 矢尾一樹
- キノ - 皆口裕子

#### スタッフ
- 原作 - ネクソン
- 監督 - 石山タカ明
- 助監督 - いしづかあつこ
- シリーズ構成 - 井上敏樹
- キャラクターデザイン・総作画監督 - 兼森義則
- 色彩設計 - 林文江
- 美術監督 - 上野秀行
- 撮影監督 - 増元由紀大→熊澤祐哉
- 編集 - 木村佳史子
- 音楽 - 十川知司
- 音響監督 - 本田保則
- スーパーヴァイジング・ディレクター - Joo Min hee
- ストーリーライン - Son Kwi young
- モデルデザイン - Lim Kwang hyun
- オリジナルバックグラウンドデザイン - Shin Jy chui
- クリエイティブ・ディレクター - Dae Hyun Kang
- デザインワークス - Jamie Vickers
- プロデューサー - 吉野文、Kim Jung a、山野井創
- アニメーション制作 - マッドハウス
- 製作・著作 - テレビ東京、ネクソン[注 2]、電通[16]

#### 主題歌
オープニングテーマ
「Scratch On The Heart」
作詞 - 松井五郎 / 作曲・編曲 - 板垣祐介 / 歌 - ユンナ
エンディングテーマ
「心の輝き」（第1話 - 第24話）
作詞・作曲 - 藤田恵美 / 編曲 - 杉浦"ラフィン"誠一郎 / 歌 - 折笠富美子
「ボクノリズム」（第25話）
作詞・歌 - 折笠富美子 / 作曲・編曲 - 杉浦"ラフィン"誠一郎

#### 各話リスト
| 話数     | サブタイトル                   | 脚本       | 絵コンテ            | 演出           | 作画監督                       | 放送日         |
| -------- | ------------------------------ | ---------- | ------------------- | -------------- | ------------------------------ | -------------- |
| 1        | アルとすてきな仲間たち！       | 井上敏樹   | 石山タカ明          | ヤマトナオミチ | 桜井邦彦                       | 2007年 10月7日 |
| 2        | アルとニーナ                   | 井上敏樹   | 石山タカ明          | 吉野智美       | Kim Dae-hun                    | 10月14日       |
| 3        | 友達っていいもんだぜ           | 米村正二   | 石山タカ明          | 又野弘道       | 山崎展義                       | 10月21日       |
| 4        | アルの正体！                   | 米村正二   | 大西景介 石山タカ明 | 若林漢二       | Lee Young-kwan Lee Jong-kyung  | 10月28日       |
| 5        | みんな仲間だぜ！               | 米村正二   | 小島正幸            | 犬川犬夫       | 鍋田香代子                     | 11月4日        |
| 6        | 盗まれたハート                 | 雪室俊一   | いしづかあつこ      | いしづかあつこ | 君塚勝教                       | 11月11日       |
| 7        | 母さんは大どろぼう             | 雪室俊一   | 石山タカ明          | 吉野智美       | 阿部純子、桜井邦彦 Lee Min-bae | 11月18日       |
| 8        | 激突！ガルスvsバローvs超人アル | 岡村直宏   | 高橋亨              | 許平康         | Kim Dae-hoon                   | 11月25日       |
| 9        | 雨あめジメジメ大混乱           | 石橋大助   | 玉川真人            | 吉田泰三       | 山崎展義                       | 12月2日        |
| 10       | 旅立ち！                       | 米村正二   | 石山タカ明          | 若林漢二       | あべたくじ Lee Jong-kyung      | 12月9日        |
| 11       | ギル現る！                     | 米村正二   | 香川豊              | 清水健一       | 垪和等                         | 12月16日       |
| 12       | スピルナとアロアロ             | 雪室俊一   | 立川譲              | 立川譲         | 君塚勝教                       | 12月23日       |
| 13       | アロアロを探せ                 | 雪室俊一   | 大久保富彦          | 犬川犬夫       | 桜井邦彦 阿部純子              | 2008年 1月6日  |
| 14       | 光の聖剣再び！                 | 岡村直宏   | 高橋亨              | 高橋亨         | Kim Dae-hoon                   | 1月13日        |
| 15       | 世界樹の種のオークション       | 柿原優子   | 玉川真人            | 吉田泰三       | 山崎展義 Lee Jong-hee          | 1月20日        |
| 16       | ニーナのふるさと               | 柿原優子   | いしづかあつこ      | 若林漢二       | あべたくじ Lee Jong-kyung      | 1月27日        |
| 17       | 最強の戦士（前編）             | 岡村直宏   | 靏山修              | 糸曽賢志       | 諸貫哲朗                       | 2月3日         |
| 18       | 最強の戦士（後編）             | 岡村直宏   | 立川譲              | 立川譲         | 君塚勝教                       | 2月10日        |
| 19       | 誇り高き盗賊アンジ!            | 米村正二   | 犬川犬夫            | 犬川犬夫       | 桜井邦彦 阿部純子              | 2月17日        |
| 20       | 10年前の真実！                 | 米村正二   | 石山タカ明          | 吉野智美       | Kim Dae-hoon                   | 2月24日        |
| 21       | 父さんからの手紙               | 雪室俊一   | いしづかあつこ      | 吉田泰三       | 山崎展義                       | 3月2日         |
| 22       | ギルとアル、ふたりの剣         | 柿原優子   | 玉川真人            | 若林漢二       | あべたくじ Lee Jong-kyung      | 3月9日         |
| 23       | 世界樹の種                     | 岡村直宏   | 平田豊              | 水野健太郎     | 古佐小吉重                     | 3月16日        |
| 24       | 本当の強さ！                   | 米村正二   | 石山タカ明          | 立川譲         | 君塚勝教                       | 3月23日        |
| 25       | 世界樹の下で                   | 米村正二   | いしづかあつこ      | いしづかあつこ | 桜井邦彦 阿部純子              | 3月30日        |
| 未放送話 | 小さな誤解と、大きな感謝       | 石山タカ明 | 石山タカ明          | 石山タカ明     | 兼森義則                       | DVD第9巻収録   |

#### 放送局
| 放送地域       | 放送局         | 放送期間                       | 放送日時           | 放送系列       |
| -------------- | -------------- | ------------------------------ | ------------------ | -------------- |
| 関東広域圏     | テレビ東京     | 2007年10月7日 - 2008年3月30日  | 日曜 8:30 - 9:00   | テレビ東京系列 |
| 北海道         | テレビ北海道   | 2007年10月7日 - 2008年3月30日  | 日曜 8:30 - 9:00   | テレビ東京系列 |
| 愛知県         | テレビ愛知     | 2007年10月7日 - 2008年3月30日  | 日曜 8:30 - 9:00   | テレビ東京系列 |
| 大阪府         | テレビ大阪     | 2007年10月7日 - 2008年3月30日  | 日曜 8:30 - 9:00   | テレビ東京系列 |
| 岡山県・香川県 | テレビせとうち | 2007年10月7日 - 2008年3月30日  | 日曜 8:30 - 9:00   | テレビ東京系列 |
| 福岡県         | TVQ九州放送    | 2007年10月7日 - 2008年3月30日  | 日曜 8:30 - 9:00   | テレビ東京系列 |
| 日本全域       | BSジャパン     | 2007年10月10日 - 2008年4月2日  | 水曜 19:00 - 19:30 | BSデジタル放送 |
| 福島県         | 福島中央テレビ | 2007年10月20日 - 2008年4月19日 | 土曜 10:00 - 10:30 | 日本テレビ系列 |
| 新潟県         | テレビ新潟     | 2007年11月19日 - 2008年5月19日 | 月曜 16:20 - 16:50 | 日本テレビ系列 |

| テレビ東京系列 日曜8:30 - 9:00枠 | テレビ東京系列 日曜8:30 - 9:00枠 | テレビ東京系列 日曜8:30 - 9:00枠 |
| 前番組                           | 番組名                           | 次番組                           |
| -------------------------------- | -------------------------------- | -------------------------------- |
| 天元突破グレンラガン             | メイプルストーリー               | ネットゴーストPIPOPA             |

### 漫画化
角川書店が毎月26日に発刊しているケロケロエースに連載している。漫画版のキャラクターは、テレビアニメ版のキャラクターと同一である。

### コンシューマゲーム機の移植
2007年1月9日に韓国ネクソンが『メイプルストーリー』をニンテンドーDSに移植することを発表。韓国では2010年4月15日に『メイプルストーリーDS』を発売した。日本でも2011年11月17日に発売された。
2014年4月24日 同ネクソンがニンテンドー3DS向けゲーム『Maple Story 運命の少女』を発売。

### モバイルゲーム・ソーシャルゲーム
メイプルストーリーRPG
ネクソンのモバイルゲーム公式メニュー「ネクソンゲームズ」にて配信されたゲームアプリ（モバイルサイトの提供はインデックス）。『戦士編』『弓使い編』『魔法使い編』『メイプルストーリー パズル』がそれぞれ配信。
ゲームの他にも待受け画像、待受けFlashといった画像コンテンツ、ゲームBGMの着うた®やキャラクターを活かしたデコメールを配信。PCとの連動としてIDの発行も行われている。
メイプルストーリー 盗賊編
韓国ネクソンモバイルが開発し2010年8月に提供したRPG。2011年2月9日に日本版が配信。
メイプルワールド最高の“盗賊”になるためのロビンの冒険ストーリー。
メイプルストーリー シグナス騎士団編
2011年06月30日より配信開始のRPG。2012年現在ではiOS用、App Storeにて購入が可能。
本編に登場する「シグナス騎士団」をクローズアップした外伝作品。戦士と魔法師の2つの各キャラクターを選択するとそれぞれのストーリーが遊べる。
メイプルストーリー 僕らの冒険
Mobage上にて提供されるソーシャルゲーム。2011年10月5日サービス開始。スマートフォンへの順次対応やPC版との連動イベントなどの追加も行われた。
プレイヤーは5種類の職業から選択してキャラクターを育てていく。仲間との気軽なコミュニケーションも取れる。
メイプルストーリー ブレイブモンスターズ
2012年5月11日サービス開始。GREEより提供されるソーシャルゲーム。ドリコムとの協業タイトル。
モンスターを使って戦うファミリア使いとなってクエストやガチャでキャラクターカードを集めながら、冒険を進めていく。
LINE MapleStory Village
LINE上にて提供されるゲームアプリ。2013年9月12日サービス開始。
プレイヤーがあるビレッジのオーナーとなって、モンスターたちと共に村を発展させる経営シミュレーションゲーム。
メイプルストーリー騎士団
Yahoo!モバゲーより提供されているブラウザゲーム。2012年3月12日サービス開始。
プレイヤーは騎士団の団長となり、自分の騎士団を育てていく。
MapleStory Adventures
Facebook上にて提供されるソーシャルゲーム。2011年7月28日サービス開始。
メイプルストーリーM
ネクソンより配信されるスマートフォン用ゲームアプリ。2019年4月10日サービス開始。
シリーズ初のネイティブアプリであり、内容も外伝的作品でなく『メイプルストーリー』本編の初のスマートデバイス版となる。
メイプルストーリー2
2019年6月5日にサービス開始したクォータービューでの3DオンラインアクションRPG。前作とのパラレルワールドであるが関連性は無い。2020年5月27日12時にサービスを終了した。

### 食品会社とのタイアップ
2007年8月28日から、日本全国のローソンおよびファミリーマートで、株式会社ロッテとのタイアップによる「メイプルストーリーガム」の販売を開始した。包装紙に印刷されているシリアルナンバーをゲーム内で使用することで、通常は入手できないアイテムを手に入れることができるようになっている。
2008年2月19日からコカコーラでもタイアップ商品を発売した。4月27日までの期間限定でオリジナルマップも登場した。

### トレーディングカードゲーム
「メイプルストーリー」をモデルとしたトレーディングカードゲームが、2008年3月20日から販売されている。これはウィザーズ・オブ・ザ・コースト社が2007年11月から米国で販売している物を、日本国内向けに日本語翻訳して発売しているもので、日本での販売/著作はウィザーズ・オブ・ザ・コーストとNEXONの連名になっている。日本の国内で流通している物は1パック5枚のカードの内1枚に、先述の食品会社とのタイアップ商品のようにコードが付随していて、それをオンラインゲームで使用することでアイテムを手に入れることができる。

### WEBドラマ
WEBドラマ『ちゃんと大人になる？』
15周年記念として2017年12月24日よりYouTubeで配信の実写ドラマ。